# Парк «Учкуївка»
Парк «Учкуївка» (крим. Üç Quyu park) знаходиться в однойменному районі на Північній стороні Севастополя.

## Історія
До 2019 року  був лісопосадкою з путівцями та стежками. Влітку нижня частину парку займалася наметами та автомобілями туристів, що відпочивають "дикунами". Були періодичні спроби самозахоплення ділянок у "парку" для індивідуального житлового будівництва.
У 2019 році окупаційною владою було проведено масштабний благоустрій, у результаті якого у парку з'явилися газони, бруковані плиткою тротуари, велодоріжки, численні дитячі майданчики, скейтпарки, пікнікова зона, кафе та подійний майданчик зі сценою та амфітеатром. Також були висаджені нові дерева рідкісних порід та чагарники.